# Saint-Symphorien-sur-Couze
Saint-Symphorien-sur-Couze är en kommun i departementet Haute-Vienne i regionen Nouvelle-Aquitaine i västra Frankrike. Kommunen ligger i kantonen Nantiat som tillhör arrondissementet Bellac. År 2018 hade Saint-Symphorien-sur-Couze 249 invånare.

## Befolkningsutveckling
Antalet invånare i kommunen Saint-Symphorien-sur-Couze
| Referens: INSEE |